# (47164) Ticino
Pour les articles homonymes, voir Ticino.
(47164) Ticino est un astéroïde de la ceinture principale.

## Description
(47164) Ticino est un astéroïde de la ceinture principale. Il fut découvert le 10 octobre 1999 à Gnosca par Stefano Sposetti. Il présente une orbite caractérisée par un demi-grand axe de 2,90 UA, une excentricité de 0,21 et une inclinaison de 10,5° par rapport à l'écliptique.

## Compléments